# Собчук Галина Семенівна
Собчук Галина Семенівна (нар. 06.01.1930, с. Малинки, Красилівського р-ну Хмельницької обл. — пом. 10.11.2019, Вінниця) — музейний працівник, лікар.

## Життєпис
У 1954 р. закінчила Вінницький медичний інститут. Упродовж 1954—1958 рр. працювала головним лікарем Клубівської дільничної лікарні Ізяславського району, заступником головного лікаря Меджибізької районної лікарні.
Після закінчення клінічної ординатури Вінницького медичного інституту в 1960 р. працювала науковою співробітником, а з 1968 р. — директором музею-садиби М. І. Пирогова.
Згідно з розпорядженням Кабінету Міністрів України від 19 травня 2010 р. Г. С. Собчук увійшла до складу організаційного комітету з підготовки і відзначення 200-річчя від дня народження М. І. Пирогова та доклала чимало зусиль для проведення заходів із вшанування його пам'яті на високому рівні.
За вагомий внесок у створення Музею медицини УРСР (м. Київ), відновлення музею-садиби М. І. Пирогова (нині Національний музей-садиба М. І. Пирогова), за популяризацію досягнень вітчизняної медичної науки і практики охорони здоров'я у 1983 р. Г. С. Собчук було присвоєно звання лауреата Державної премії України в галузі науки і техніки. У 1999 р. їй було присвоєно почесне звання «Заслужений працівник культури України».
Указом Президента України від 10 червня 1997 р. музею-садибі М. І. Пирогова було надано статус національної установи, а Г. С. Собчук стала її генеральним директором. На цій посаді вона працювала до 2010 р.
Г. С. Собчук пішла з життя 10 листопада 2019 р. у м. Вінниця.

## Наукова та громадська діяльність
На посаді директора Національного музею-садиби М. І. Пирогова Г. С. Собчук здійснила масштабні реставраційні та ремонтні роботи з одночасним удосконаленням і створенням багатьох нових експозицій, сформувала довершений цілісний музейний комплекс.
Унікальною науково-дослідницькою роботою, виконання якої успішно проводять вітчизняні науковці, зокрема, Вінницького національного медичного університету та працівники Національного музею-садиби М. І. Пирогова є збереження в природному середовищі набальзамованого тіла видатного хірурга. Г. С. Собчук як директор брала участь, забезпечувала й координувала успішне виконання шести планових ребальзамувань у 1973, 1979, 1988, 1994, 2000, 2005 роках. З цією метою на базі музею під керівництвом Г. С. Собчук та за допомоги науковців з Москви було створено й обладнано спеціальну лабораторію. Тож у 1994, 2000, 2005 роках тіло вченого оновлювали саме тут. У склепі, де спочиває тіло М. І. Пирогова, його труну було переобладнано й розміщено в особливому прозорому герметичному саркофазі, а також було спроектовано і встановлено необхідне експозиційне освітлення. Проведена велика реставраційна робота з відновлення усієї меморіальної церкви-некрополя М. І. Пирогова: відремонтовані бані й хрести, вікна, двері, сходи, могили на території некрополя.
У музеї стараннями Г. С. Собчук було послідовно розширено, створено нові та вдосконалено колишні експозиції. На початку 1960-х років було вперше відтворено робочий кабінет М. І. Пирогова. В середині 1970-х років відбулася велика реекспозиція всіх залів будинку-музею, складено нові тематико-експозиційні плани. Виставкове наповнення збагачувалось як новими документальними матеріалами, так і ілюстративними зразками образотворчого мистецтва (живопис, скульптура, фотографії). Для кращої демонстрації експозиції були спроектовані й виготовлені нові стенди, розміщені на спеціальному облаштуванні стін нові вітрини й створена система зручного загального та місцевого освітлення залів. Здійснено капітальний ремонт даху, реставрацію стін, тераси, дверей, підлоги.
Відремонтовано і реставровано будинок аптеки М. І. Пирогова, в якому було вперше створено експозицію власне аптеки й лікарні з інтер'єрами приймальні та операційної видатного хірурга. Цьому передувала велика науково-пошукова робота, зібрано матеріали для експозиційного наповнення (у тому числі факсиміле, рецептурні прописи видатного хірурга, аптечне обладнання, начиння, хірургічні інструменти, меблі). В експозиції відтворено історичні побутові сцени — епізоди з лікарського життя видатного хірурга в садибі Вишня. Для цього були спеціально виготовлені костюмовані скульптурні фігури людей — самого М. І. Пирогова, його помічників і пацієнтів. Біля в'їзних воріт у 1972 р. було встановлено пам'ятну стелу з барельєфом М. І. Пирогова (архітектор А. К. Непорожній).
У структурній організації музею завдяки Г. С. Собчук було створено два основних підрозділи: науково-екскурсійний і науковий відділ фондів, що дозволило розгорнути науково-дослідну роботу на високому рівні. Фондове зібрання регулярно наповнювалося новими документальними матеріалами, музейними предметами, кількість яких нині перевищила 18 тисяч. Матеріали музею використовуються в хронікальних, документальних і художніх фільмах.
Музей-садиба є навчальною базою Вінницького національного медичного університету ім. М. І. Пирогова та Вінницького медичного коледжу ім. акад. Д. К. Заболотного. Г. С. Собчук сприяла проведенню занять з історії медицини, засідань студентських наукових гуртків тощо. Студенти проходять навчальну практику з фармакогнозії на експериментальній науково-дослідній ділянці: доглядають і досліджують властивості лікарських рослин, які видатний лікар застосовував у своїй практиці.
Г. С. Собчук виступала з ґрунтовними науковими доповідями на з'їздах, історико-медичних і медико-технічних конференціях з міжнародною участю, Пироговських читаннях. Її праці публікувалися в науково-практичних збірниках, альманахах, провідних вітчизняних журналах СРСР, УРСР і України «Советское здравоохранение», «Рідна школа», «Вісник морфології», «Музеї України» та багатьох інших.
У 1974 р. у київському видавництві «Мистецтво» вийшов друком фотоальбом «Музей-усадьба Н. И. Пирогова» (автори тексту Г. С. Собчук і П. А. Кланца). Г. С. Собчук була співавтором численних путівників музеєм М. І. Пирогова, які видавалися у 1969, 1974, 1980, 1981, 1984, 1986, 1989, 2000, 2004, 2010, 2011 роках; автором вступних статей до бібліографічних покажчиків «Пироговський меморіал у Вінниці» (у співавторстві, 1997), бібліографічного покажчика «Науково-педагогічна діяльність М. І. Пирогова» (1997); однією з укладачів бібліографічного покажчика «М. І. Пирогов у творах мистецтва і художній літературі» (2003).
У 1981 р. вийшла друком монографія Г. С. Собчук «Н. И. Пирогов в усадьбе Вишня», у 2005 р. — монографія «Золотая осень Н. И. Пирогова: жизнь и деятельность Н. И. Пирогова в усадьбе Вишня», яка була перевидана у 2009 р. (всі у співавторстві). До 60-річчя відкриття Національного музею-садиби М. І. Пирогова у 2007 р. був виданий науковий збірник «Пироговський альманах», відповідальним редактором і співавтором якого була Г. С. Собчук.
Надзвичайно складно довелося Г. С. Собчук під час реконструкції та реставрації церковного комплексу родини Пирогових — час не пощадив споруд, збудованих у 1885 році. Вимагали негайної реставрації стелі, вікна, двері, дах, куполи, хрести і дзвіниці. Особливо — настінні розписи та іконостас, ікони і церковний інвентар, чиї деталі дбайливо зберігалися у музейному фондосховищі. Ці унікальні споруди, що належали сім'ї геніального вченого вдалося врятувати. Тепер у відродженому, чи то заново створеному храмі у свята та знаменні Пироговські дати проводяться богослужіння, лунає церковний дзвін.
Завдяки зусиллям Г. С. Собчук розширилася й укріпилася матеріально-технічна та господарська база музею, фондове й бібліотечне зібрання розміщені в окремому будинку. Споруджено сучасний адміністративний корпус з великим актовим залом. Побудована автономна котельня, до якої підведено природний газ, колишнє місцеве опалення у всіх приміщеннях замінено на централізоване. Побудована артезіанська свердловина для потреб водопостачання. Виконана реконструкція огорожі, спроектована і побудована арка центрального входу, заасфальтовані головні алеї паркової частини садиби, висаджено багато декоративних і фруктових дерев, кущів, квітів.
Указом Президента України від 10 червня 1997 р. музею-садибі М. І. Пирогова було надано статус національної установи, а Г. С. Собчук стала її генеральним директором. Згідно з розпорядженням Кабінету Міністрів України від 11 червня 2003 р. музей-садиба набув статусу природоохоронного об'єкта загальнодержавного значення. Вінницька обласна рада своїм рішенням від 8 грудня 2007 р. визначила його одним із переможців конкурсу «Сім чудес Вінниччини».
За період діяльності Г. С. Собчук установа стала однією з найвідоміших і найпопулярніших закладів культури серед історичних меморіальних музеїв, відомих далеко за межами України. До Пироговського меморіалу у Вишні завітали вже більше 8 мільйонів відвідувачів з майже всіх країн світу.
Г. С. Собчук є автором понад 100 друкованих наукових праць з історії медицини. Вона неодноразово виступала з науковими доповідями на міжнародних з'їздах істориків медицини, семінарах, конференціях і засіданнях. Г. С. Собчук є співавтором 2 монографій, присвячених життю та науковій спадщині М. І. Пирогова.

## Праці Г.С.Собчук
1. Кульчицкий К. И. Н. И. Пирогов в усадьбе Вишня / К. И. Кульчицкий, П. А. Кланца, Г. С. Собчук. — Киев: Здоров'я, 1981. — 104 с.
2. Собчук Г. С. О связи двух корифеев отечественной науки (к 125-летию со дня рождения Н. И. Пирогова) / Г. С. Собчук, П. А. Кланца // Врачебное дело. — 1970. — № 10. — С. 153—154.
3. Собчук Г. С. Повноводна ріка шани [про музей-садибу ім. М. І. Пирогова] / Г. С. Собчук, П. А. Кланца // Вінницька правда. — 1977. — 9 верес.
4. Собчук Г. На честь ювілею вченого: [про засідання наукових медичних товариств м. Вінниці, присвячене 170-річчю видатного вченого М. І. Пирогова] / Г. Собчук // Молодий медик. — 1980. — 19 груд. (№ 41). — С. 1.
5. Собчук Г. Зростає популярність музею: [музею-садибі М. І. Пирогова виповнилося 36 років] / Г. Собчук // Молодий медик. — 1983. — 23 верес. (№ 30). — С. 1.
6. Собчук Г. Музей-садиба М. І. Пирогова: [про історію створення Музею-садиби М. І. Пирогова] / Г. Собчук // Молодий медик. — 1985. — 22 листоп. (№ 36). — С. 1.
7. Собчук Г. С. Становление и развитие музея-усадьбы Н. И. Пирогова / Г. С. Собчук, С. А. Марковский, П. А. Кланца // III Объединенная научная медико-техническая конференция: тез. докл., 22-23 нояб. 1985 г: к 175-летию со дня рождения Н. И. Пирогова. — Винница, 1985. — С. 6–8.
8. Собчук Г. С. К истории музея-усадьбы Н. И. Пирогова (посвящается 175-летию со дня рождения Н. И. Пирогова): (к 70-летию со дня рождения) / Г. С. Собчук, С. А. Марковський, П. А. Кланца // Советское здравоохранение. — 1986. — № 3. — С. 57–60.
9. Собчук Г. С. Музей-усадьба Н. И. Пирогова: путеводитель / Г. С. Собчук, П. А. Кланца. — Одесса: Маяк, 1989. — 77 с.
10. Собчук Г. С. Н. И. Пирогов и Гарибальди / Г. С. Собчук, О. П. Кланца, П. А. Кланца // VIII объединенная научная медико-техническая конференция 25 сентября 1990 г.: тезиси докладов: К 180-летию со дня рождения Николая Ивановича Пирогова / ред.: Е. Г. Процек, А. С. Маначина. — Винница, 1990. — С. 13–15.
11. Собчук Г. С. Новые экспонаты в музее Н. И. Пирогова / Г. С. Собчук, О. П. Кланца // IX Объединенная научная медико-техническая конференция: тезисы докладов 27 сент.1991 г. — Винница, 1991. — С. 15–16.
12. Собчук Г. С. Диагноз болезни Н. И. Пирогова / Г. С. Собчук, О. П. Кланца // XI об'єднана наукова медико-технічна конференція з міжнародною участю: тези доп., 23-24 верес. 1993 р. / ред.: В. Г. Базарова, В. С. Компанця. — Київ; Вінниця, 1993. — С. 4–5.
13. Собчук Г. Унікальний меморіальний пам'ятник: [про музей-садибу М. І. Пирогова] / Г. Собчук // Молодий медик. — 1995. — 9 жовт. (№ 6). — С. 1.
14. Собчук Г. С. Музей Н. И. Пирогова в усадьбе Вишня / Г. С. Собчук, П. А. Кланца // Вісник морфології. — 1995. — Т. 1, № 1. — С. 43–45.
15. Собчук Г. С. Пироговский мемориал в Виннице / Г. С. Собчук, О. П. Кланца // Асклепий. — 2003. — Т. 5, № 1. — С. 57–64.
16. Собчук Г. С. Памятник великому учёному (церковь-некрополь Н. И. Пирогова) / Г. С. Собчук, О. П. Кланца, З. С. Мартынова, Л. И. Фоменко // Вісник морфології. — 2004. — Т. 10, № 2. — С. 429—433.
17. Собчук Г. С. Він служив вірно науці й правді (до 195-річчя з дня народження M. I. Пирогова) / Г. С. Собчук // Вісник морфології. — 2005. — Т. 11, № 2. — С. 358—361.
18. Собчук Г. С. Пироговський меморіал — пам'ятник всенародного визнання / Г. С. Собчук, О. П. Кланца ; Нац. музей садиба М. І. Пирогова // Пироговський альманах: До 60-річчя відкриття Національного музею-садиби М. І. Пирогова: Наук. зб / ред. Г. С. Собчук. — 2007. — С. 5.
19. Собчук Г. С. Родина M. I. Пирогова / Г. С. Собчук ; Нац. музей садиба М. І. Пирогова // Пироговський альманах: До 60-річчя відкриття Національного музею-садиби М. І. Пирогова: Наук. зб / ред. Г. С. Собчук. — 2007. — С. 103.
20. Собчук Г. С. Н. И. Пирогов о награждении зарубежных ученых русскими орденами / Г. С. Собчук, П. А. Кланца ; Нац. музей садиба М. І. Пирогова // Пироговський альманах: До 60-річчя відкриття Національного музею-садиби М. І. Пирогова: Наук. зб. / ред. Г. С. Собчук. — 2007. — С. 78.
21. Собчук Г. С. Микола Пирогов і недільні школи / Г. С. Собчук, З. С. Мартынова, Л. І. Фоменко ; Нац. музей садиба М. І. Пирогова // Пироговський альманах: До 60-річчя відкриття Національного музею-садиби М. І. Пирогова: Наук. зб / ред. Г. С. Собчук. — 2007. — С. 70.
22. Собчук Г. С. Золотая осень Н. И. Пирогова. Жизнь и деятельность Н. И. Пирогова в усадьбе Вишня / Г. С. Собчук, П. А. Кланца, О. П. Кланца. — 2-е изд. — Винница: Консоль, 2009. — 160 с.